# Tylophoron protrudens
Tylophoron protrudens är en lavart som beskrevs av Nyl. Tylophoron protrudens ingår i släktet Tylophoron och familjen Arthoniaceae.   Inga underarter finns listade i Catalogue of Life.